# サンタルカンジェロ・ディ・ロマーニャ
サンタルカンジェロ・ディ・ロマーニャ（伊: Santarcangelo di Romagna）は、イタリア共和国エミリア＝ロマーニャ州リミニ県にある、人口約22,000人の基礎自治体（コムーネ）。

## 地理

### 位置・広がり
リミニ県北部のコムーネ。県都リミニから西へ9km、サンマリノ市から北へ14km、チェゼーナから東南東へ19kmの距離にある。

#### 隣接コムーネ
隣接するコムーネは以下の通り。括弧内のFCはフォルリ＝チェゼーナ県所属を示す。
- ボルギ (FC)
- ロンジャーノ (FC)
- ポッジョ・ベルニ
- リーミニ
- サン・マウロ・パスコリ (FC)
- サヴィニャーノ・スル・ルビコーネ (FC)
- ヴェルッキオ

### 気候分類・地震分類
サンタルカンジェロ・ディ・ロマーニャにおけるイタリアの気候分類 (it) および度日は、zona E, 2186 GGである。
また、イタリアの地震リスク階級 (it) では、zona 2 (sismicità media) に分類される。

## 行政

### 分離集落
サンタルカンジェロ・ディ・ロマーニャには以下の分離集落（フラツィオーネ）がある。
- Ciola-Stradone, Canonica, La Giola, Montalbano, San Martino dei Mulini, San Michele, Sant'Ermete, San Vito, Casale San Vito, Santa Giustina, Sant'Agata-San Bartolo

## 文化・観光
「スローシティ」加盟都市である。